# إسقمري (جنس)
الإسقمري أو الطَّرَاخُور هو جنس من الأسماك في فصيلة إسقمريات التي تعيش في المحيط المفتوح الموجودة في المحيط الأطلسي والهندي والمحيط الهادئ. يكون هذا الجنس وجنس سمك القرفة قبيلة معروفة باسم «الإسقمري الحقيقي». تتمتع هذه الأسماك بجسم ممدود، شديد الانسيابية، عضلي ورشيق. العيون كبيرة، والرأس مستطيل، وفم كبير مزود بأسنان. لديهم زعنفتان ظهريتان مثلثة، مع بعض الزعانف المثبتة على طول السويقة الذيلية. اللون الأساسي هو الأزرق والأخضر مع بطن أبيض فضي وظهر أغمق، وعادة ما يكون أسود مرقش.
وهي من الأسماك القواطع التي تجوب البحار في أوقات معينة فتعبر مثلاً مضيق جبل طارق عند دخولها البحر المتوسط في أوائل الربيع من كل عام.